# شکنجه (ترانه)
«شکنجه» (به اسپانیایی: La tortura) ترانه‌ای از شکیرا خوانندهٔ اهل کلمبیا است که آن را به‌همراه آلخاندرو سانز اجرا کرده‌است.سبک این اهنگ رگاتون و پاپ لاتین است. 
این تک‌آهنگ در زمان انتشارش شمارهٔ ۱ چارت موسیقی اسپانیا شد و در چارت‌های ایتالیا، والونیا، دانمارک، فنلاند، سوئد، فرانسه، اتریش، فلاندرز و سوئیس جزو ده ترانه اول قرار گرفت.